# Ломовицкий, Александр Евгеньевич
Алекса́ндр Евге́ньевич Ломови́цкий (род. 27 января 1998, Москва) — российский футболист, полузащитник «Рубина».

## Клубная карьера

### Ранние годы
Родился 27 января 1998 в Москве. Начал заниматься футболом в 7 лет в школе ФК «Москва». Первым тренером был Владимир Фомичёв. Через полтора года успешно прошёл просмотр и перешёл в школу московского «Спартака».
7 ноября 2015 года дебютировал за молодёжный состав «Спартака» в матче 15-го тура молодёжного первенства против «Терека» (0:1), выйдя в стартовом составе и проведя на поле весь матч. Первый мяч за «молодёжку» забил 1 апреля 2016 года в матче 22-го тура молодёжного первенства против «Ростова» (3:0) на 32-й минуте матча. С 2015 по 2017 годы выступал за молодёжный состав «Спартака», принял участие в 41 матче и забил 18 голов молодёжном первенстве. В 2017 году был переведён в фарм-клуб «Спартак-2». Дебютировал за фарм-клуб 8 июля 2017 года в гостевом матче 1-го тура первенства ФНЛ против «Сибири», в этом матче вышел на замену на 78-й минуте матча вместо Идрисы Самбу. Первый мяч за «Спартак-2» забил 21 апреля 2018 года в матче 34-го тура первенства ФНЛ против «Волгаря» (2:3) на 18-й минуте матча. Всего в сезоне 2017/18 принял участие в 34 матчах и забил 4 гола, в сезоне 2018/19 провёл 2 матча.

### «Спартак» (Москва)
28 июля 2018 года дебютировал в основном составе «Спартака» в домашнем матче 1-го тура чемпионата России против «Оренбурга» (1:0). Всего в сезоне 2018/19 провёл за «Спартак» 24 матча (17 в чемпионате России, 2 в Кубке России, 1 в квалификации ЛЧ и 4 в группе Лиги Европы), в которых отметился лишь одной голевой передачей и шестью жёлтыми карточками. В сезоне 2019/20 провёл за «Спартак» 1 матч — 1-го тура против «Сочи» (1:0), в котором получил предупреждение, после чего отправится в аренду в тульский «Арсенал». Всего за основной состав «Спартака» провёл 46 матчей во всех турнирах.

#### Аренды в «Арсенал» (Тула) и «Химки»
26 июля 2019 года был отдан в аренду в тульский «Арсенал» до конца сезона 2019/20. По словам агента Ломовицкого Валериюса Мижигурскиса, у Александра было несколько вариантов аренды. 28 июля 2019 года дебютировал за новый клуб в домашнем матче 3-го тура чемпионата России против «Ростова» (2:3), в этом матче вышел в стартовом составе и был заменён на 79-й минуте на Ламека Банда. 25 августа 2019 года в домашнем матче 7-го тура забил свой первый мяч за «Арсенал» и вообще в чемпионате России, поразив ворота «Оренбурга» (2:1). 31 июля 2020 года покинул тульский «Арсенал» в связи с истечением арендного соглашения и вернулся в «Спартак». Всего в составе туляков на его счету 24 матча в премьер-лиге и два гола.
12 августа 2020 года на правах аренды перешёл в «Химки» до конца сезона 2020/21. 14 августа 2020 года дебютировал за «Химки» в гостевом матче 2-го тура против «Сочи» (1:1), в этом матче вышел на 77-й минуте вместо Артёма Поляруса. Дебютный мяч за подмосковную команду Ломовицкий забил в 6-м туре в ворота волгоградского «Ротора» (1:1). 28 сентября 2020 года в матче 9-го тура чемпионата России против московского «Динамо» (1:0) забил мяч, который принёс первую победу подмосковного клуба в сезоне. 1 октября 2020 года по взаимному соглашению сторон «Химки» расторгли арендное соглашение с Ломовицким. Полузащитник провёл в составе «красно-чёрных» 8 матчей, в которых отметился двумя забитыми мячами.
1 октября 2020 года был вновь арендован тульским «Арсеналом», в котором Ломовицкий уже выступал в сезоне 2019/20. Арендное соглашение рассчитано до конца сезона 2020/21. Первый матч после возвращения в «Арсенал» провёл 3 октября 2020 года в гостях в 10-м туре против «Тамбова» (1:1), вышел в стартовом составе и провёл на поле 59-й минут, после чего был заменён на Игоря Горбатенко. 18 октября 2020 года в домашнем матче 11-го тура против «Урала» (1:0) на 36-й минуте матча забил мяч с передачи Эванса Кангвы, который помог «Арсеналу» победить, также по итогу матча был признан лучшим игроком. 13 марта 2021 года в домашнем матче 22-го тура чемпионата России против московского ЦСКА (2:1) на 45-й минуте с передачи Владислава Пантелеева забил мяч. Всего за «Арсенал» в сезоне 2020/21 провёл 21 матч во всех турнирах и забил 2 мяча, после окончания арендного соглашения вернулся в «Спартак».

### «Рубин»
29 декабря 2021 года перешёл в казанский «Рубин», подписав контракт на 4,5 года. Сумма трансфера составила 1,6 миллиона евро. Дебютировал за клуб 28 февраля 2022 года в матче 19-го тура чемпионата России против петербургского «Зенита» (3:2), выйдя в стартовом составе. Первый мяч за «Рубин» забил 24 апреля 2022 года в матче 26-го тура чемпионата России против тульского «Арсенала» (1:0). Всего в сезоне 2021/22 во всех турнирах провёл за «Рубин» 13 матчей и забил один мяч, по итогам сезона клуб вылетел из Премьер-лиги. 14 июля 2022 года на правах аренды перешёл в «Химки», соглашение рассчитано до конца сезона 2022/23. Первый матч провёл 15 июля 2022 года в матче 1-го тура чемпионата России против петербургского «Зенита» (1:1), выйдя в стартовом составе. Всего за «Химки» в сезоне 2022/23 провёл 19 матчей и забил один мяч. В декабре 2022 года Ломовицкий принял решение на вторую половину сезона 2022/23 вернуться в «Рубин».
27 января 2025 года был арендован «Факелом» до конца сезона 2024/25. Дебютировал за клуб 2 марта 2025 года в матче против «Химок» (0:1), выйдя в стартовом составе. Всего за «Факел» провёл девять матчей. 26 мая 2025 года покинул клуб и вернулся в «Рубин».

## Карьера в сборных
В 2013 году вызывался в юношескую сборную России (до 16 лет).
С 2015 года регулярно вызывался в юношескую сборную России (до 17). Принимал участие в чемпионате Европы (до 17 лет) и вместе со сборной стал бронзовым призёром. Участвовал в чемпионате мира (до 17 лет), где вместе со сборной дошёл до 1/8 финала. Также вызывался в юношеские сборные России до 18 и до 19 лет. В 2016 году стал лучшим бомбардиром мемориала Ежека.
В мае 2018 года был впервые вызван в молодёжную сборную России, но остался в числе запасных в матче против сборной Кипра. 22 марта 2019 года дебютировал за «молодёжку» в товарищеской игре против сборной Швеции (до 21) (2:0). 25 марта забил первый гол в игре против сборной Норвегии (до 21) (5:1). В марте 2021 года принимал участие на молодёжном Чемпионате Европы 2021, где сыграл все три игры группового этапа с молодёжными сборными Исландии (4:1), Франции (0:2) и Дании (0:3).

## Достижения

### Клубные
«Спартак» (Москва)
- Победитель молодёжного первенства России: 2016/17

«Рубин»
- Победитель Первой лиги: 2022/23

### В сборной
Россия (до 17)
- Бронзовый призёр чемпионата Европы (до 17 лет): 2015

## Статистика

### Клубная
| Выступление      | Выступление      | Выступление      | Лига | Лига | Кубки | Кубки | Еврокубки | Еврокубки | Итого | Итого |
| Клуб             | Лига             | Сезон            | Игры | Голы | Игры  | Голы  | Игры      | Голы      | Игры  | Голы  |
| ---------------- | ---------------- | ---------------- | ---- | ---- | ----- | ----- | --------- | --------- | ----- | ----- |
| Спартак (Москва) | Премьер-лига     | 2018/19          | 17   | 0    | 2     | 0     | 5         | 0         | 24    | 0     |
| Спартак (Москва) | Премьер-лига     | 2019/20          | 1    | 0    | —     | —     | —         | —         | 1     | 0     |
| Спартак (Москва) | Премьер-лига     | 2021/22          | 14   | 0    | 0     | 0     | 7         | 0         | 21    | 0     |
| Спартак (Москва) | Итого            | Итого            | 32   | 0    | 2     | 0     | 12        | 0         | 46    | 0     |
| → Спартак-2      | ФНЛ              | 2017/18          | 34   | 4    | —     | —     | —         | —         | 34    | 4     |
| → Спартак-2      | ФНЛ              | 2018/19          | 2    | 0    | —     | —     | —         | —         | 2     | 0     |
| → Спартак-2      | Итого            | Итого            | 36   | 4    | —     | —     | —         | —         | 36    | 4     |
| → Арсенал (Тула) | Премьер-лига     | 2019/20          | 24   | 2    | 2     | 0     | —         | —         | 26    | 2     |
| → Арсенал (Тула) | Премьер-лига     | 2020/21          | 18   | 2    | 3     | 0     | —         | —         | 21    | 2     |
| → Арсенал (Тула) | Итого            | Итого            | 42   | 4    | 5     | 0     | —         | —         | 47    | 4     |
| → Химки          | Премьер-лига     | 2020/21          | 8    | 2    | —     | —     | —         | —         | 8     | 2     |
| → Химки          | Итого            | Итого            | 8    | 2    | —     | —     | —         | —         | 8     | 2     |
| Рубин            | Премьер-лига     | 2021/22          | 11   | 1    | 2     | 0     | —         | —         | 13    | 1     |
| Рубин            | Первая лига      | 2022/23          | 8    | 0    | —     | —     | —         | —         | 8     | 0     |
| Рубин            | Премьер-лига     | 2023/24          | 14   | 0    | 3     | 0     | —         | —         | 17    | 0     |
| Рубин            | Премьер-лига     | 2024/25          | 0    | 0    | 3     | 0     | —         | —         | 3     | 0     |
| Рубин            | Итого            | Итого            | 33   | 1    | 8     | 0     | —         | —         | 41    | 1     |
| → Химки          | Премьер-лига     | 2022/23          | 15   | 1    | 4     | 0     | —         | —         | 19    | 1     |
| → Химки          | Итого            | Итого            | 15   | 1    | 4     | 0     | —         | —         | 19    | 1     |
| → Факел          | Премьер-лига     | 2024/25          | 9    | 0    | —     | —     | —         | —         | 9     | 0     |
| → Факел          | Итого            | Итого            | 9    | 0    | —     | —     | —         | —         | 9     | 0     |
| Всего за карьеру | Всего за карьеру | Всего за карьеру | 174  | 12   | 19    | 0     | 12        | 0         | 205   | 12    |